# Pieter Blokland
Pieter Blokland (* 1920; † 1976)  war ein niederländischer Bauingenieur. 
Blokland war in den 1950er Jahren Leiter der Abteilung Schleusen und Stauwerke der Rijkswaterstaat (Wasserbauverwaltung der Niederlande). Unter seiner Leitung wurde das Sperrwerk Haringvlietdam (in Gebrauch seit 1970) des Deltaplans entworfen und gebaut.
1975 erhielt er die Emil-Mörsch-Denkmünze.